# Трельо
Трѐльо (на италиански: Dicomano, на местен диалект Tréjjë, Трейъ) е село и община в Южна Италия, провинция Киети, регион Абруцо. Разположено е на 183 m надморска височина. Населението на общината е 1610 души (към 2010 г.).